# Hypoponera ergatandria
Hypoponera ergatandria ist eine Ameise aus der Unterfamilie der Urameisen (Ponerinae). Sie kommt in Mitteleuropa nur in ganzjährig beheizten Räumen vor.

## Merkmale
Die dunklen, gelblich-braunen Arbeiterinnen sind 2,5 bis 3 Millimeter lang. Drei Segmente der 12-gliederigen Antennen sind keulenförmig ausgebildet. Die Scapi sind dabei kurz und reichen nicht über die Kopfsilhouette hinaus. Die winzigen Facettenaugen bestehen aus höchstens fünf, nahezu ineinander verschmolzenen Ommatiden. Die dreieckigen Mandibeln sind am Kaurand mit vier oder fünf größeren Zähnen, gefolgt von weiteren kleinen Zähnchen, besetzt.
Die ergatoiden Männchen haben 13-gliedrige Antennen und keinen Wehrstachel. Sie sind größendimorph, weshalb man sie in „Major“-Männchen und „Minor“-Männchen unterteilt. Die „Major“-Männchen führen untereinander Tötungskämpfe um die Begattung der Jungköniginnen, die „Minor“-Männchen nehmen nicht daran teil. Es gibt sowohl geflügelte, gynomorphe Weibchen, als auch ergatomorphe, ungeflügelte Weibchen.

### Ähnliche Arten
Hypoponera ergatandria ist von ihrer Schwesterart Hypoponera punctatissima anhand von sichtbaren Merkmalen nicht abzugrenzen. Es fehlen klare morphologische Unterscheidungsmerkmale wie auffällige Auswüchse oder Unterschiede in der Behaarung. Eine eindeutige Artbestimmung ist jedoch mit Hilfe morphometrischer Methoden möglich (Diskriminanzanalyse). Außerdem gibt es Unterschiede in der Wahl des Lebensraums.

## Lebensweise
Hypoponera ergatandria ist ein subtropischer und tropischer Kosmopolit. In Mitteleuropa ist sie nur an ganzjährig warmen Gebäuden mit intaktem Bodensubstrat zu finden, wie etwa in Gewächshäusern. Sie sind auf das Vorhandensein von Beuteinsekten im Boden angewiesen. Ansiedelungen im Freiland sind nicht bekannt, auch wenn einzelne, schwärmende Königinnen gefunden werden können. Geflügelte Weibchen sind in Mitteleuropa im Sommer selten. Geschlechtstiere entwickeln sich, durch die kurzen Tage bedingt, vermehrt von November bis Februar. Diese Art ist somit bei der Ausbreitung auf menschliche Hilfe angewiesen. Neue Kolonien entstehen ausschließlich durch Verschleppung in Biomasse. Nester bestehen üblicherweise aus höchstens 200 Individuen. Das Verhalten ist ähnlich wie bei Hypoponera punctatissima.

## Systematik

### Synonyme
Aus der Literatur sind folgende Synonyme für Hypoponera ergatandria bekannt:
- Hypoponera kalakauae
- Hypoponera schauinslandi
- Hypoponera aemula
- Hypoponera bondroiti